# Estany Negre de Cabanes
L'estany Negre de Cabanes és un llac glacial que es troba a la vall de Cabanes. Està situat a 2.178 metres d'altitud, i a seva superfície és de 6,88 hectàrees. Pertany al terme municipal d'Alt Àneu, a la comarca del Pallars Sobirà.
És un estany rodejat de tarteres excepte per l'extrem oriental, per on s'hi pot accedir fàcilment. El riu de les Abadies i l'emissari de l'estany de Xemeneia desemboquen a l'extrem Sud de l'estany. L’estany Negre desguassa a l’Estanyoleta, un petit estany contigu, i el seu emissari és un afluent per l'esquerra del riu de Cabanes.
L'estany Negre està situat a la zona perifèrica del Parc Nacional d'Aigüestortes i Estany de Sant Maurici.